# 広島県立歴史博物館
広島県立歴史博物館（ひろしまけんりつれきしはくぶつかん）は、広島県福山市の福山城公園文化ゾーンにある歴史博物館。愛称はふくやま草戸千軒ミュージアム。

## 概要
1989年11月3日開館。草戸千軒町遺跡出土品（国の重要文化財）を中心に瀬戸内地方の交通・交易や民衆生活に関する資料などを展示している。福山城の三の丸跡に位置し、建設に際しては家老屋敷苑池跡、築地塀跡、番所跡といった福山城の遺跡が破壊されるなど、皮肉にも歴史の理解を深める目的のため多数の文化財が失われることになった。
開館25周年を迎えた2014年4月にふくやま草戸千軒ミュージアムの愛称が付けられ、観光ガイドなどの表記も「ふくやま草戸千軒ミュージアム（広島県立歴史博物館）」に変更された。

## 常設展示施設

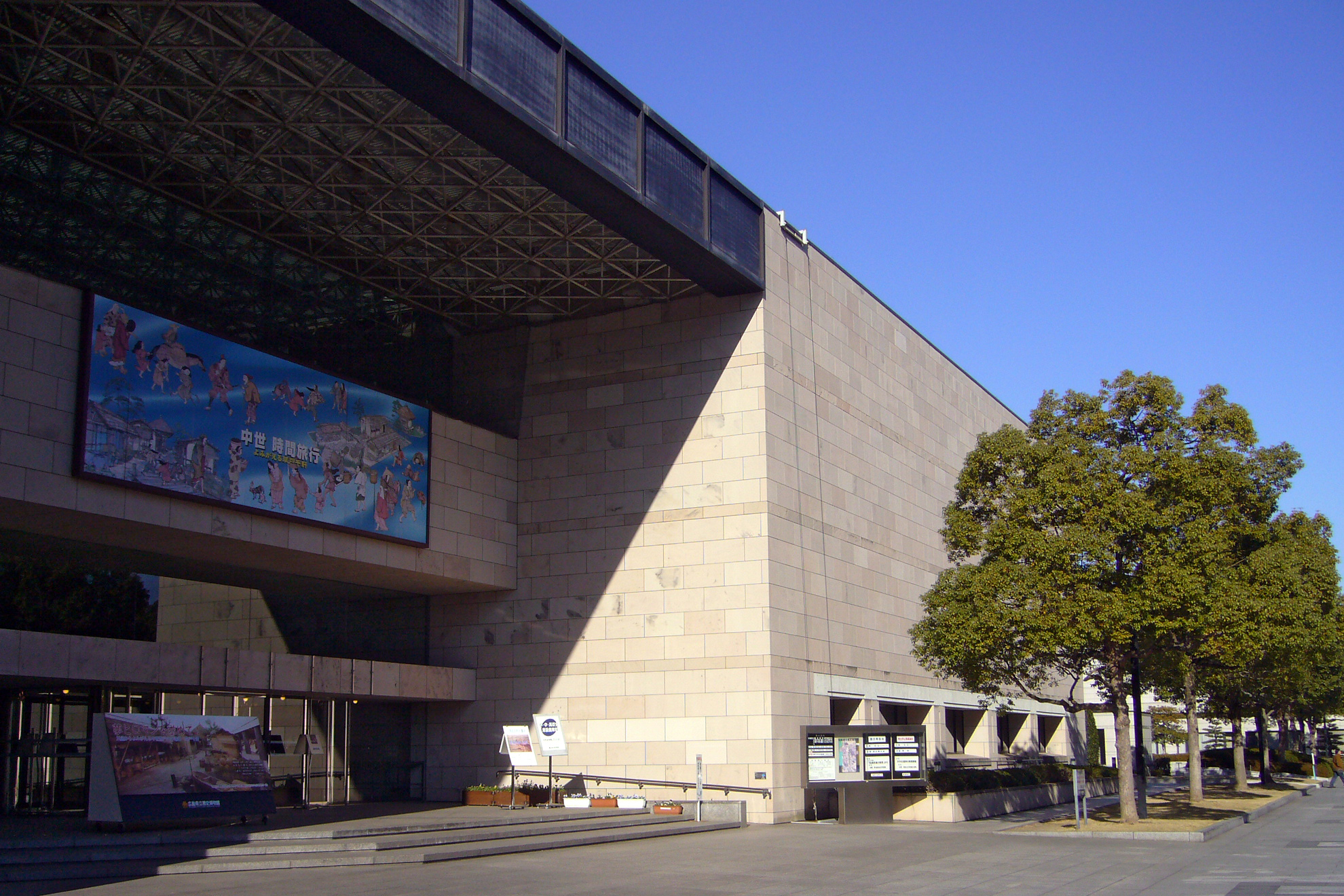
玄関

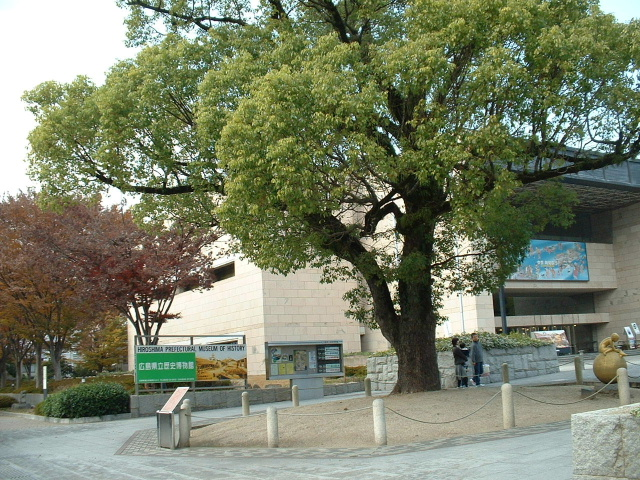
玄関付近 / 2005年11月27日撮影

- 通史展示室「瀬戸内の歴史をたどる」
- 草戸千軒I展示室「よみがえる草戸千軒」
- 草戸千軒II展示室「出土品は語る」

## 利用情報
- 開館時間 - 9:00～17:00
- 休館日 - 月曜日（但し祝日の場合は翌日）、12月28日～1月4日
- 観覧料 - 一般:290円、大学生:210円、高校生以下無料
- 所在地 - 〒720-0067 広島県福山市西町2-4-1

（ミュージアムショップ及び図書室の利用は無料である）

## 建築概要
- 設計 - 佐藤総合計画
- 施工 - 株式会社鈴木工務店
- 延床面積 - 8,940.63m2
- 規模 - 地上2階、地下1階
- 構造 - RC造、SRC造
- 竣工年 - 1989年

## 交通アクセス
- JR福山駅 徒歩約3分
- 山陽自動車道・福山東インターチェンジ、福山西インターチェンジより車で約20分

## 周辺情報
- 福山城
- ふくやま美術館
- ふくやま文学館
- 福山市人権平和資料館
- 福山市武道館
- 福山八幡宮
- 備後護国神社
- 三蔵稲荷神社
- 福寿会館

## 備考
- 1982年まで広島県立福山葦陽高等学校の敷地内となっており、現在地には体育館が設置されていた。